# Buruanga, Aklan
Buruanga đô thị hạng 5 ở tỉnh Aklan, Philippines. Theo điều tra dân số năm 2015, đô thị này có dân số 19.003 người trong.
Đô thị này bị cơn bão Seniang tàn phá nặng nề vào ngày 9-10 tháng 12 năm 2006.

## Các khu phố (barangay)
Buruanga được chia thành 15 khu phố (barangay).
- Alegria
- Bagongbayan
- Balusbos
- Bel-is
- Cabugan
- El Progreso
- Habana
- Katipunan
- Mayapay
- Nazareth
- Panilongan
- Poblacion
- Santander
- Tag-osip
- Tigum